# قائمة رسوم توم وجيري المتحركة
حلقات توم وجيري، رغم الصدى الكبير الذي يعرفه هذا المسلسل الكرتوني دونا عن غيره، فإنه ورسميا، لم يتم إنتاج أكثر من 166 حلقة جلها من سنة 1940 إلى 1967. بالإضافة إلى حلقتين إضافيتين سنتي 2001 و 2005 قبل سنة واحدة من وفاة جوزيف باربيرا وحلقة أخرى عام 2014 وحلقتين إضافيتين عام 2021.
ما يعني أن المسلسل حاليا متوقف، لأن أي خطوة قد تؤخذ الآن من شأنها أن تؤثر سلباً على شعبية هذا المسلسل خصوصاً أنه لم يعد رمزا للترفيه فقط، بل أصبح يعبر عن تاريخ الرسوم المتحركة الأمريكية.

لقطة شاشة من توم وجيري في المعركة الثلاثية من حلقة الهدنة تؤلم

## المفتاح
# = رقم الحلقة
 = تمت إعادة إنتاج هذه الحلقة
+ = هذه الحلقة تظهر حبا لتوم (توم يحب قطة)
^ = هذه الحلقة تظهر حبا لجيري (جيرى يحب فأرة)
♫ = تعليق حول الموسيقى المستخدمة
★ = حلقة عارضية، لا تضم الشخصيتين توم وجيري

## من 1940 إلى 1958: إخراجاتويليام هاناوجوزيف باربيرا

### 1940
| #   | عنوان الحلقة (باللغة العربية) | العنوان الأصلي للحلقة (باللغة الإنجليزية) | تاريخ الإنتاج | ملاحظات خاصة                        |
| --- | ----------------------------- | ----------------------------------------- | ------------- | ----------------------------------- |
| 001 | القط يتلقى ركلة               | Puss Gets The Boot                        | 1 فبراير      | ، يظهر توم في هذه الحلقة باسم جاسبر |

### 1941

صورة لجيري وهو يتلقى هديته في حلقة الليلة قبل عيد الميلاد

| #   | عنوان الحلقة (باللغة العربية) | العنوان الأصلي للحلقة (باللغة الإنجليزية) | تاريخ الإنتاج | ملاحظات خاصة                  |
| --- | ----------------------------- | ----------------------------------------- | ------------- | ----------------------------- |
| 002 | مطعم منتصف الليل              | The Midnight Snack                        | 19 يوليو      |                               |
| 003 | الليلة ما قبل عيد الميلاد     | The Night Before Christmas                | 6 ديسمبر      | تنتهي الحلقة بتصالح توم وجيري |

### 1942
| #   | عنوان الحلقة (باللغة العربية) | العنوان الأصلي للحلقة (باللغة الإنجليزية) | تاريخ الإنتاج | ملاحظات خاصة           |
| --- | ----------------------------- | ----------------------------------------- | ------------- | ---------------------- |
| 004 | القط الجبان                   | Fraidy Cat                                | 17 يناير      |                        |
| 005 | مشكلة مع الكلب                | Dog Trouble                               | 18 أبريل      | , أول ظهور للكلب سبايك |
| 006 | القط وتوتس                    | Puss n' Toots                             | 30 ماي        | , +                    |
| 007 | قط شارع البولينج              | The Bowling Alley Cat                     | 18 يوليو      |                        |
| 008 | الصديق المكسو بالريش الناعم   | Fine Feathered Friend                     | 10 أكتوبر     |                        |

### 1943
| #   | عنوان الحلقة (باللغة العربية) | العنوان الأصلي للحلقة (باللغة الإنجليزية) | تاريخ الإنتاج | ملاحظات خاصة                                           |
| --- | ----------------------------- | ----------------------------------------- | ------------- | ------------------------------------------------------ |
| 009 | القطط التي تعاني              | Sufferin' Cats                            | 16 يناير      |                                                        |
| 010 | الفأر الوحيد                  | Lonesome Mouse                            | 22 مايو       | , لأول مرة، توم وجيري يتحدثان                          |
| 011 | خربشة الفأر اليانكي           | The Yankee Doodle Mouse                   | 26 يونيو      | , فازت بجائزة الأكاديمي أوارد للأفلام القصيرة المتحركة |
| 012 | القط الرضيع                   | Baby Puss                                 | 25 ديسمبر     |                                                        |

### 1944
| #   | عنوان الحلقة (باللغة العربية) | العنوان الأصلي للحلقة (باللغة الإنجليزية) | تاريخ الإنتاج | ملاحظات خاصة                                                         |
| --- | ----------------------------- | ----------------------------------------- | ------------- | -------------------------------------------------------------------- |
| 013 | قط الزوت                      | The Zoot Cat                              | 26 فبراير     | , +، Zoot أو زوت كلمة كانت تطلق على بدلة رجالية اشتهرت في الأربعينات |
| 014 | قط المليون دولار              | The Million Dollar Cat                    | 6 ماي         |                                                                      |
| 015 | الحارس الشخصي                 | The Bodyguard                             | 22 يوليو      | , الكلب سبايك يتحدث لأول مرة                                         |
| 016 | وضع على الكلب                 | Puttin' On The Dog                        | 28 أكتوبر     |                                                                      |
| 017 | مشكلة مع الفأر                | Mouse Trouble                             | 23 ديسمبر     |                                                                      |

### 1945
| #   | عنوان الحلقة (باللغة العربية) | العنوان الأصلي للحلقة (باللغة الإنجليزية) | تاريخ الإنتاج | ملاحظات خاصة           |
| --- | ----------------------------- | ----------------------------------------- | ------------- | ---------------------- |
| 018 | الفأر يأتي للعشاء             | The Mouse Comes To Dinner                 | 6 ماي         | , +                    |
| 019 | فأر في مانهاتن                | Mouse in Manhattan                        | 7 يوليو       |                        |
| 020 | نقطة إنطلاق لشخصين            | Tee for Two                               | 21 يوليو      |                        |
| 021 | الطائر اللعوب                 | Flirty Birdy                              | 22 سبتمبر     |                        |
| 022 | هدوء من فضلكم!                | Quiet Please!                             | 22 ديسمبر     | حصل على جائزة الأوسكار |

### 1946
| #   | عنوان الحلقة (باللغة العربية) | العنوان الأصلي للحلقة (باللغة الإنجليزية) | تاريخ الإنتاج | ملاحظات خاصة |
| --- | ----------------------------- | ----------------------------------------- | ------------- | ------------ |
| 023 | فصل الربيع لتوماس             | Springtime for Thomas                     | 30 مارس       | , +          |
| 024 | البضائع المسروقة الحليبية     | The Milky Waif                            | 18 ماي        |              |
| 025 | فخ سعيد                       | Trap Happy                                | 29 يونيو      |              |
| 026 | لحن غرامي قوي                 | Solid Serenade                            | 31 أغسطس      | , +          |

### 1947
| #   | عنوان الحلقة (باللغة العربية) | العنوان الأصلي للحلقة (باللغة الإنجليزية) | تاريخ الإنتاج | ملاحظات خاصة                                        |
| --- | ----------------------------- | ----------------------------------------- | ------------- | --------------------------------------------------- |
| 027 | قط يصيد السمك                 | Cat Fishin'                               | 22 فبراير     |                                                     |
| 028 | صديق بدوام جزئي               | Part Time Pal                             | 15 مارس       |                                                     |
| 029 | حفل موسيقي للقط               | The Cat Concerto                          | 26 أبريل      | , ♫ الموسيقى المستخدمة في هذه الحلقة حصلت على جائزة |
| 030 | الدكتور دجيكيل والسيد فأر     | Dr. Jekyll and Mr. Mouse                  | 14 يونيو      |                                                     |
| 031 | قط المياه المالحة             | Salt Water Tabby                          | 12 يوليو      | , +                                                 |
| 032 | فأر في البيت                  | A Mouse in the House                      | 30 أغسطس      |                                                     |
| 033 | الفأر الخفي                   | The Invisible Mouse                       | 27 سبتمبر     |                                                     |

### 1948
| #   | عنوان الحلقة (باللغة العربية) | العنوان الأصلي للحلقة (باللغة الإنجليزية) | تاريخ الإنتاج | ملاحظات خاصة |
| --- | ----------------------------- | ----------------------------------------- | ------------- | --- |
| 034 | القطوط المحبط                 | Kitty Foiled                              | 1 يونيو       | |
| 035 | الهدنة تؤلم                   | The Truce Hurts                           | 17 يوليو      | |
| 036 | الكرسي الهزاز القديم لتوم     | Old Rockin' Chair Tom                     | 18 سبتمبر     | |
| 037 | الأستاذ توم                   | Professor Tom                             | 30 أكتوبر     | |
| 038 | الفأر ينظف                    | Mouse Cleaning                            | 11 ديسمبر     | , +، تم تجاهل هذه الحلقة في الأقراص المدمجة التي تصدر لتوم وجيري بسبب احتوائها على معلومات سياسية خاطئة. تباع هذه الحلقة في المملكة المتحدة فقط ضمن سلسلة أقراص توم وجيري "Tom and Jerry - The complete Classic Collection" |

### 1949
| #   | عنوان الحلقة (باللغة العربية) | العنوان الأصلي للحلقة (باللغة الإنجليزية) | تاريخ الإنتاج | ملاحظات خاصة                                 |
| --- | ----------------------------- | ----------------------------------------- | ------------- | -------------------------------------------- |
| 039 | قط البولكا المنقط             | Polka-Dot Puss                            | 26 فبراير     |                                              |
| 040 | اليتيم الصغير                 | The Little Orphan                         | 23 أبريل      | نالت جائرة الأكاديمي أوارد                   |
| 041 | سجل مشاكلك                    | Hatch Up Your Troubles                    | 14 ماي        | مختارة لنيل جائزة الأكاديمي أوارد            |
| 042 | قط الجنة                      | Heavenly Puss                             | 9 يوليو       |                                              |
| 043 | القط والفأر الحورية           | The Cat and the Mermouse                  | 3 سبتمبر      |                                              |
| 044 | إعشق هذا الجرو                | Love That Pup                             | 1 أكتوبر      | أول ظهور للجرو تايك (ابن للكلب الكبير سبايك) |
| 045 | ذكريات جيري                   | Jerry's Diary                             | 22 أكتوبر     | هذه الحلقة عبارة عن مقاطع من حلقات أخرى      |
| 046 | أبطال التنس                   | Tennis Chumps                             | 10 ديسمبر     |                                              |

### 1950
| #   | عنوان الحلقة (باللغة العربية) | العنوان الأصلي للحلقة (باللغة الإنجليزية) | تاريخ الإنتاج | ملاحظات خاصة |
| --- | ----------------------------- | ----------------------------------------- | ------------- | ------------ |
| 047 | كواكر الصغير                  | Little Quacker                            | 7 يناير       |              |
| 048 | قط مساء السبت                 | Saturday Evening Puss                     | 14 يناير      |              |
| 049 | توم تيكساس                    | Texas Tom                                 | 11 مارس       | , +          |
| 050 | جيري والأسد                   | Jerry and The Lion                        | 8 أبريل       |              |
| 051 | ثانية السلامة                 | Safety Second                             | 1 يوليو       |              |
| 052 | توم وجيري في مسرح هوليوود     | Tom and Jerry in the Hollywood Bowl       | 16 سبتمبر     |              |
| 053 | القط في اطار                  | The Frame Cat                             | 21 أكتوبر     |              |
| 054 | قط كرة البلياردوا             | Cue Ball Cat                              | 25 نونبر      |              |

### 1951
| #   | عنوان الحلقة (باللغة العربية) | العنوان الأصلي للحلقة (باللغة الإنجليزية) | تاريخ الإنتاج | ملاحظات خاصة |
| --- | ----------------------------- | ----------------------------------------- | ------------- | --- |
| 055 | قط الكازانوفا                 | Casanova Cat                              | 6 يناير       | , +، تم تجاهل هذه الحلقة في الأقراص المدمجة التي تصدر لتوم وجيري بسبب احتوائها على معلومات سياسية خاطئة. تباع هذه الحلقة في المملكة المتحدة فقط ضمن سلسلة أقراص توم وجيري "Tom and Jerry - The complete Classic Collection" |
| 056 | جيري والسمكة الذهبية          | Jerry and The Goldfish                    | 3 مارس        | |
| 057 | قريب جيري                     | Jerry's Cousin                            | 7 أبريل       | |
| 058 | توم النعسان                   | Sleepy-Time Tom                           | 26 ماي        | |
| 059 | جمعة الفأر                    | His Mouse Friday                          | 7 يوليو       | |
| 060 | الجرو الملمع                  | Slicked-up Pup                            | 8 سبتمبر      | |
| 061 | قط أحمق وبارع                 | Nit-witty Kitty                           | 6 أكتوبر      | |
| 062 | قط في قيلولة                  | Cat Napping                               | 8 ديسمبر      | |

### 1952
| #   | عنوان الحلقة (باللغة العربية) | العنوان الأصلي للحلقة (باللغة الإنجليزية) | تاريخ الإنتاج | ملاحظات خاصة                                                                                              |
| --- | ----------------------------- | ----------------------------------------- | ------------- | --- |
| 063 | القط الطائر                   | The Flyin' Cat                            | 12 يناير      | آخر ظهور لطائر الكناري                                                                                    |
| 064 | طبيب البطة                    | The Duck Doctor                           | 16 فبراير     | |
| 065 | الفارسان                      | The Two Mouseketeers                      | 15 مارس       | فازت بجائرة الأكاديمي أوارد لأحسن فيلم قصير، أول حلقة من حلقات الفرسان في سلسلة توم وجيري.                |
| 066 | العشيقة                       | Smitten Kitten                            | 12 أبريل      | +, هذه الحلقة تعرض مقاطع من حلقات أخرى تحتوي على عشيقات القط توم كـ "الفأر يأتي للعشاء" و"لحن غرامي قوي". |
| 067 | مشكلة ثلاثية                  | Triplet Trouble                           | 19 أبريل      | |
| 068 | الهاربة الصغيرة               | Little Runaway                            | 14 يونيو      | |
| 069 | ملائمة للربط                  | Fit to Be Tied                            | 26 يوليو      | |
| 070 | الزر الذي يُشَغِل القط           | Push-Button Kitty                         | 6 سبتمبر      | آخر ظهور للسيدة سمراء اللون التي ربت توم.                                                                 |
| 071 | قط الرحلة البحرية             | Cruise Cat                                | 18 أكتوبر     | |
| 072 | منزل الكلب                    | The Dog House                             | 29 نونبر      | |

### 1953
| #   | عنوان الحلقة (باللغة العربية) | العنوان الأصلي للحلقة (باللغة الإنجليزية) | تاريخ الإنتاج | ملاحظات خاصة                                          |
| --- | ----------------------------- | ----------------------------------------- | ------------- | ----------------------------------------------------- |
| 073 | الفار المفقود                 | The Missing Mouse                         | 10 يناير      |                                                       |
| 074 | جيري وجامبو                   | Jerry and Jumbo                           | 21 فبراير     |                                                       |
| 075 | الفأر الراقص يوهان            | Johann Mouse                              | 21 مارس       | ♫ فازت الموسيقى بجائرة أحسن موسيقى في العروض القصيرة  |
| 076 | هذا جروي                      | That's My Pup!                            | 25 أبريل      |                                                       |
| 077 | رائع فقط                      | Just Ducky                                | 5 سبتمبر      |                                                       |
| 078 | الهنديان الصغيران             | Two Little Indians                        | 17 أكتوبر     |                                                       |
| 079 | الحياة مع توم                 | Life with Tom                             | 21 نونبر      | , تحتوي على مجموعة من المقاطع المأخودة من حلقات أخرى. |

### 1954

صورة مأخوذة من حلقة الطفل بوتش

| #   | عنوان الحلقة (باللغة العربية) | العنوان الأصلي للحلقة (باللغة الإنجليزية) | تاريخ الإنتاج | ملاحظات خاصة |
| --- | ----------------------------- | ----------------------------------------- | ------------- | ------------ |
| 080 | حكاية جرو                     | Puppy Tale                                | 23 يناير      |              |
| 081 | القط الرئيس                   | Posse Cat                                 | 30 يناير      |              |
| 082 | حازوقة الجرو                  | Hic-cup Pup                               | 17 أبريل      |              |
| 083 | مدرسة الفئران الصغيرة         | Little School Mouse                       | 29 ماي        |              |
| 084 | الطفل بوتش                    | Baby Butch                                | 14 أغسطس      |              |
| 085 | حماقات الفئران                | Mice Follies                              | 4 سبتمبر      |              |
| 086 | الفأر النابوليتاني            | Neapolitan Mouse                          | 2 أكتوبر      |              |
| 087 | البط المحبط                   | Downhearted Duckling                      | 13 نوفمبر     |              |
| 088 | قلق حيوانات المنزل            | Pet Peeve                                 | 20 نوفمبر     |              |
| 089 | المسني ايه القط!              | Touché, Pussy Cat!                        | 18 ديسمبر     |              |

### 1955
| #   | عنوان الحلقة (باللغة العربية) | العنوان الأصلي للحلقة (باللغة الإنجليزية) | تاريخ الإنتاج | ملاحظات خاصة                                 |
| --- | ----------------------------- | ----------------------------------------- | ------------- | -------------------------------------------- |
| 090 | بط الجنوب                     | Southbound Duckling                       | 12 مارس       | أُنتِجت في الاستوديوهات من أجل السينما والمسرح |
| 091 | جرو في تنزه                   | Pup on a Picnic                           | 30 أبريل      | أُنتِجت في الاستوديوهات من أجل السينما والمسرح |
| 092 | فأر للبيع                     | Mouse for Sale                            | 21 ماس        |                                              |
| 093 | تصاميم على جيري               | Designs on Jerry                          | 2 سبتمبر      |                                              |
| 094 | توم وشيري                     | Tom and Chérie                            | 9 سبتمبر      | أُنتِجت في سينما سكوب                          |
| 095 | القط الذكي                    | Smarty Cat                                | 14 أكتوبر     | حلقة تجمع لقطات من حلقات أخرى                |
| 096 | آفة بيكوس                     | Pecos Pest                                | 11 نوفمبر     |                                              |
| 097 | هذه أمي                       | That's My Mommy                           | 19 نوفمبر     | أُنتِجت في سينما سكوب                          |

### 1956
| #   | عنوان الحلقة (باللغة العربية) | العنوان الأصلي للحلقة (باللغة الإنجليزية) | تاريخ الإنتاج | ملاحظات خاصة                            |
| --- | ----------------------------- | ----------------------------------------- | ------------- | --------------------------------------- |
| 098 | المشعوذة الطائرة              | The Flying Sorceress                      | 27 يناير      | أُنتِجت في سينما سكوب                     |
| 099 | البيضة وجيري                  | The Egg and Jerry                         | 23 مارس       | أُنتِجت في سينما سكوب                     |
| 100 | أصدقاء مشغولون                | Busy Buddies                              | 4 ماي         | أُنتِجت في سينما سكوب                     |
| 101 | توم قط البحر ذو العضلات       | Muscle Beach Tom                          | 7 سبتمبر      | أُنتِجت في سينما سكوب                     |
| 102 | الدب الفائر                   | Down Beat Bear                            | 21 أكتوبر     | أُنتِجت في سينما سكوب                     |
| 103 | قميص القط الأزرق              | Blue Cat Blues                            | 16 نوفمبر     | ^ أول ظهور حب لجيري أُنتِجت في سينما سكوب |
| 104 | شجار الشواء                   | Barbecue Brawl                            | 14 ديسمبر     | أُنتِجت في سينما سكوب                     |

### 1957
| #   | عنوان الحلقة (باللغة العربية) | العنوان الأصلي للحلقة (باللغة الإنجليزية) | تاريخ الإنتاج | ملاحظات خاصة                                              |
| --- | ----------------------------- | ----------------------------------------- | ------------- | --------------------------------------------------------- |
| 105 | توبس مع بوبس                  | Tops with Pops                            | 22 فبراير     | أُنتِجت في سينما سكوب وبريسبيكتا ستيريو                     |
| ★1  | هات وتايك                     | Give and Tyke                             | 29 مارس       | أُنتِجت في سينما سكوب وبريسبيكتا ستيريو                     |
| 106 | تابي الخجول                   | Timid Tabby                               | 9 أبريل       | أُنتِجت في سينما سكوب وبريسبيكتا ستيريو                     |
| 107 | إطعام الصغير                  | Feedin' the Kiddie                        | 7 يونيو       | أُنتِجت في سينما سكوب وبريسبيكتا ستيريو                     |
| ★2  | قطط السْكات                    | Scat Cats                                 | 26 يوليو      | آخر ظهور للجرو تايك أُنتِجت في سينما سكوب وبريسبيكتا ستيريو |
| 108 | فأر ذو عضلات                  | Mucho Mouse                               | 6 سبتمبر      | أُنتِجت في سينما سكوب وبريسبيكتا ستيريو                     |
| 109 | الانتهاء من صورة توم          | Tom's Photo Finish                        | 1 نوفمبر      | أُنتِجت في سينما سكوب وبريسبيكتا ستيريو                     |

### 1958
| #   | عنوان الحلقة (باللغة العربية) | العنوان الأصلي للحلقة (باللغة الإنجليزية) | تاريخ الإنتاج | ملاحظات خاصة                                                          |
| --- | ----------------------------- | ----------------------------------------- | ------------- | --------------------------------------------------------------------- |
| 110 | السعيد مسحور                  | Happy Go Ducky                            | 3 يناير       | أُنتِجت في سينما سكوب وبريسبيكتا ستيريو                                 |
| 111 | قيلولة القط الملكي            | Royal Cat Nap                             | 7 مارس        | آخر حلقة من حلقات الفرسان أُنتِجت في سينما سكوب وبريسبيكتا ستيريو       |
| 112 | البط المختفي                  | The Vanishing Duck                        | 2 ماي         | آخر ظهور لكواكر أُنتِجت في سينما سكوب وبريسبيكتا ستيريو                 |
| 113 | روبن هود المغموز              | Robin Hoodwinked                          | 6 يونيو       | آخر ظهور لنيبلز (الفأر الرمادي) أُنتِجت في سينما سكوب وبريسبيكتا ستيريو |
| 114 | حاضنو الطفل                   | Tot Watchers                              | 1 أغسطس       | أُنتِجت في سينما سكوب وبريسبيكتا ستيريو                                 |

## من 1961 إلى 1962: إخراجات جيني دايتش ورامبدنت فيلمز

### 1961

صورة مأخوذة من حلقة القطط المتغيرة

| #   | عنوان الحلقة (باللغة العربية) | العنوان الأصلي للحلقة (باللغة الإنجليزية) | تاريخ الإنتاج | ملاحظات خاصة                 |
| --- | ----------------------------- | ----------------------------------------- | ------------- | ---------------------------- |
| 115 | القطط المتغيرة                | Switchin' Kitten                          | 7 سبتمبر      | أول حلقة من إنتاج جيني دايتش |
| 116 | للأسفل وللنزهة                | Down and Outing                           | 26 أكتوبر     |                              |
| 117 | إنه يوناني للمي-او            | It's Greek to Me-ow                       | 7 ديسمبر      |                              |

### 1962
| #   | عنوان الحلقة (باللغة العربية) | العنوان الأصلي للحلقة (باللغة الإنجليزية) | تاريخ الإنتاج | ملاحظات خاصة                   |
| --- | ----------------------------- | ----------------------------------------- | ------------- | ------------------------------ |
| 118 | شرائح اللحم الثملة            | High Steaks                               | يناير         | أول كرتون من إنتاج جيني دايتش  |
| 119 | فأر في الفضاء                 | Mouse Into Space                          | 1 فبراير      |                                |
| 120 | هبوط طفل مراهق                | Landing Stripling                         | 1 أبريل       |                                |
| 121 | قط الكالبسو                   | Calypso Cat                               | 1 يونيو       | +                              |
| 122 | مو الضعيف                     | Dicky Moe                                 | 1 يوليو       |                                |
| 123 | طقم كرتون توم وجيري           | The Tom and Jerry Cartoon Kit             | 1 أغسطس       |                                |
| 124 | طويل القامة في الفخ           | Tall in the Trap                          | 1 سبتمبر      |                                |
| 125 | آسف يا سفاري                  | Sorry Safari                              | 1 أكتوبر      |                                |
| 126 | أناس أسمك من الماء            | Buddies Thicker Than Water                | 1 نوفمبر      |                                |
| 127 | كارمن، خدها!                  | Carmen Get It!                            | 1 ديسمبر      | ♫ آخر حلقة من إنتاج جيني دايتش |

## من 1963 إلى 1967: إخراجاتتشاك جونز

### 1963
| #   | عنوان الحلقة (باللغة العربية) | العنوان الأصلي للحلقة (باللغة الإنجليزية) | تاريخ الإنتاج | ملاحظات خاصة                |
| --- | ----------------------------- | ----------------------------------------- | ------------- | --------------------------- |
| 128 | فأر المشرفة                   | Pent-House Mouse                          | 27 يوليو      | أول حلقة من إنتاج تشاك جونز |

### 1964
| #   | عنوان الحلقة (باللغة العربية)   | العنوان الأصلي للحلقة (باللغة الإنجليزية) | تاريخ الإنتاج | ملاحظات خاصة       |
| --- | ------------------------------- | ----------------------------------------- | ------------- | ------------------ |
| 129 | القط أعلاه والفأر أدناه         | The Cat Above and the Mouse Below         | 25 فبراير     | من إنتاج تشاك جونز |
| 130 | هل يوجد طبيب في الفأر؟          | Is There a Doctor in the Mouse?           | 24 مارس 24    |                    |
| 131 | الكثير من اللغط حول صيد الفئران | Much Ado About Mousing                    | 14 أبريل      |                    |
| 132 | سنوبودي يحبني                   | Snowbody Loves Me                         | 12 مايو       |                    |
| 133 | الفأر جيري الذي لا يتقلص        | The Unshrinkable Jerry Mouse              | 8 ديسمبر      |                    |

### 1965
| #   | عنوان الحلقة (باللغة العربية) | العنوان الأصلي للحلقة (باللغة الإنجليزية) | تاريخ الإنتاج | ملاحظات خاصة      |
| --- | ----------------------------- | ----------------------------------------- | ------------- | ----------------- |
| 134 | آه، الفأر الحلو - قصة الحياة  | Ah, Sweet Mouse-Story of Life             | 20 يناير      |                   |
| 135 | طاقة توم-يك                   | Tom-ic Energy                             | 27 يناير      |                   |
| 136 | يوم سيئ في كات روك            | Bad Day at Cat Rock                       | 10 فبراير     |                   |
| 137 | الأخوة كارري-ماوس-أوف         | The Brothers Carry-Mouse-Off              | 3 مارس        | أخرجه جيم بابيان. |
| 138 | الفأر المسكون                 | Haunted Mouse                             | 24 مارس       |                   |
| 139 | أنا فقط متوحش بشأن جيري       | I'm Just Wild About Jerry                 | 7 أبريل       |                   |
| 140 | من عبودية القطط               | Of Feline Bondage                         | 19 مايو       |                   |
| 141 | عام الفأر                     | The Year of the Mouse                     | 9 يونيو       |                   |
| 142 | القطة أنا-آه!                 | The Cat's Me-Ouch!                        | 22 ديسمبر     |                   |

### 1966
| #   | عنوان الحلقة (باللغة العربية)          | العنوان الأصلي للحلقة (باللغة الإنجليزية) | تاريخ الإنتاج | ملاحظات خاصة |
| --- | -------------------------------------- | ----------------------------------------- | ------------- | --- |
| 143 | شخصية مبارزة                           | Duel Personality                          | 20 يناير      | |
| 144 | جيري، جيري، على العكس تمامًا            | Jerry, Jerry, Quite Contrary              | 17 فبراير     | |
| 145 | جيري جو راوند                          | Jerry-Go-Round                            | 3 مارس        | من إخراج آبي ليفيتو. |
| 146 | أحبني، أحب فأري                        | Love Me, Love My Mouse                    | 28 أبريل      | أخرجه تشاك جونز وبين واشام. آخر ظهور لسخصية تودلز. |
| 147 | القط والقارب                           | Puss 'n' Boats                            | 5 مايو        | من إخراج آبي ليفيتو. |
| 148 | فيليه مواء                             | Filet Meow                                | 30 يونيو      | من إخراج آبي ليفيتو. |
| 149 | ماوس ماتيني                            | Matinee Mouse                             | 14 يوليو      | إخراج ويليام هانا وجوزيف باربيرا، قصة وإشراف توم راي. فيلم قصير مُجمّع؛ يحتوي على لقطات من "القط الطائر"، و"البروفيسور توم"، و"الفأر المفقود"، و"جيري والأسد"، و"أحب هذا الجرو"، و"الساحرة الطائرة"، و"مذكرات جيري"، و"التهدئة المؤلمة". يشاهد توم وجيري نفسيهما في صالة عرض. |
| 150 | رجل الثلج الذي لا يستطيع تحمل قسوة توم | The A-Tom-inable Snowman                  | 4 أغسطس       | من إخراج آبي ليفيتو. |
| 151 | محاصر                                  | Catty-Cornered                            | 8 سبتمبر      | من إخراج آبي ليفيتو. |

### 1967
| #   | عنوان الحلقة (باللغة العربية)  | العنوان الأصلي للحلقة (باللغة الإنجليزية) | تاريخ الإنتاج | ملاحظات خاصة |
| --- | ------------------------------ | ----------------------------------------- | ------------- | --- |
| 152 | قطة وقط مزدوج                  | Cat and Dupli-cat                         | 20 يناير      | |
| 153 | أو-سولار-مياو                  | O-Solar-Meow                              | 24 فبراير     | من إخراج آبي ليفيتو. |
| 154 | فأر موجه                       | Guided Mouse-ille                         | 10 مارس       | من إخراج آبي ليفيتو |
| 155 | روك آند رودنت                  | Rock 'n' Rodent                           | 7 أبريل       | من إخراج آبي ليفيتو. |
| 156 | قوارض المعلبات                 | Cannery Rodent                            | 14 أبريل      | |
| 157 | الفأر من H.U.N.G.E.R.          | The Mouse from H.U.N.G.E.R.               | 21 أبريل      | من إخراج آبي ليفيتو. |
| 158 | قط ممل من ركوب الأمواج         | Surf-Bored Cat                            | 5 مايو        | من إخراج آبي ليفيتو. |
| 159 | قط مصاب بخلل في مصراع الكاميرا | Shutter Bugged Cat                        | 23 يونيو      | إخراج ويليام هانا وجوزيف باربيرا، وقصة وإشراف توم راي. فيلم قصير تجميعي؛ يحتوي على لقطات من أفلام "صديق بدوام جزئي"، و"الفأر اليانكي دودل"، و"قطة ذكية"، و"جوهان ماوس"، و"القط السماوي"، و"تصاميم على جيري". |
| 160 | تقدم وكن آليًا                  | Advance and Be Mechanized                 | 25 أغسطس      | إخراج بن واشام. |
| 161 | خرخرة - فرصة للحلم             | Purr-Chance to Dream                      | 8 سبتمبر      | إخراج بن واشام. متابعة لـ"قطتي مي-أوتش". |

## انظر ايضاً
- توم وجيري
- قائمة شخصيات توم وجيري